# گرزه‌مار
گَرزِه مار (نام علمی: Macrovipera lebetina) یک گونه از مارهای سمی است که در شمال آفریقا، بخش‌هایی از خاورمیانه و از شرق تا منطقهٔ کشمیر پراکندگی دارد. تا کنون ۵ زیرگونه از گرزه‌مار شناسایی شده‌است. گرزه‌مارها در جنس ماده تا ۱/۵ متر طول دارند و نرها کمی کوچک‌تر هستند.
مشهور ترین سرده از خانواده گرزه مار ها که از سمی‌ترین گونه‌های مارهای ایران محسوب می‌شوند افعی‌ها هستند و در بیشتر مناطق ایران دیده می‌شود. گرزه‌مار با نام‌های افعی گل گز، افعی خاتونی، افعی داوودی، افعی سیاه و افعی سلیمانی نیز شناخته می‌شود.

## مشخصات
گردن کاملاً مشخص، سر مثلثی شکل با پولک‌های ریز، مردمک چشم عمودی، پوزه گرد و پولک رسترال متصل به دو یا سه عدد پولک، بین فاصله دو چشم ۸ تا ۱۲ پولک، دور چشم ۱۳ تا ۱۹ پولک، بین چشم و لب بالا ۲ یا ۳ پولک، سطح پشتی تیغه‌دار و در ۲۳ یا ۲۵ یا ۲۷ ردیف و سطح زیرین دم ۳۲ تا ۵۴ عدد، پولک مخرجی منفرد.
رنگ بدن متفاوت و بیشتر به رنگ خاکستری روشن یا تیره یا نقره‌ای متمایل به سیاه، ساده و یکنواخت یا با خال‌های متفاوت، خال‌ها گاهی به شکل دایره‌های ناقص یا کامل متمایل به قرمز آجری یا زرد زیتونی همراه با خال‌های کوچک تیره، دارای خط پهن قهوه‌ای تیره در دو طرف گردن و به سمت قسمت خلفی چشم ممتد، سطح پشتی بعضی نمونه‌ها به رنگ قهوه‌ای روشن یا خاکستری با خطوط قهوه‌ای تیره و لکه‌های قرمز آجری، امتداد این نقوش از ناحیه گردن تا انتهای دم، سطح شکمی سفید یا زرد روشن و گاهی با خال‌های سیاه و سفید است. حداکثر طول این مار ۱۶۸ سانتی‌متر و طول دم ۲۰ سانتی‌متر است و از مارمولک‌ها، موش‌ها، گنجشک‌ها و تخم پرندگان تغذیه می‌کند.

### زاد و ولد
گرزه‌مار تا ۳۵ تخم در تابستان می‌گذارد و اغلب تخم‌ها حاوی نوزاد است.

## زیستگاه
کوهستان‌ها، لای سنگ‌ها و بوته‌ها، تپه ماهورها، علفزارها.

### انتشار جغرافیایی
این مار در مناطق وسیعی شامل قبرس، جزایر دریای مدیترانه، شمال آفریقا، خاورمیانه، کشمیر، افغانستان، بلوچستان، زیر گونه (Obtusa) ابتوزا از ناحیه قفقاز تا لبنان، شوروی سابق (داغستان، مناطق مجاور قفقاز) ترکیه، عراق، ایران، پاکستان و شمال هند انتشار دارد.

### پراکندگی در ایران
آذربایجان شرقی و غربی، اردبیل، زنجان، مرکزی، تهران، کردستان، همدان، لرستان، کرمانشاه، خوزستان، اصفهان، فارس، گیلان، مازندران، گلستان، خراسان، سمنان، قزوین، قم و چهارمحال بختیاری.